# Srpska liga Zapad
La Srpska liga Zapad (in cirillico Српска лига Запад), è uno dei 4 gironi che compongono la Srpska Liga, la terza divisione del campionato serbo di calcio. Questo girone comprende le squadre della parte occidentale della Serbia.
È organizzato dalla Fudbalski savez regiona Zapadne Srbije (FSRZS), la federazione calcistica della regione Serbia Occidentale.
È stato formato nel 2003 dalla fusione fra Srpska liga Dunav e Srpska liga Morava. La squadra vincitrice viene promossa in Prva Liga Srbija, le peggiori retrocedono nei gironi occidentali della Zonska Liga.

## Albo d'oro
- In verde le squadre che hanno ottenuto la promozione nella categoria superiore.

| Stagione | Primo               | Secondo             | Terzo            |
| -------- | ------------------- | ------------------- | ---------------- |
| 2003–04  | Mladost Lučani      | Sevojno             | Sloboda Užice    |
| 2004–05  | Radnički Kragujevac | Sevojno             | Mladi Radnik     |
| 2005–06  | Mladost Lučani      | Metalac             | Mladi Radnik     |
| 2006–07  | Metalac             | Morava V. Plana     | Sloga Kraljevo   |
| 2007–08  | Mladi Radnik        | Sloga Kraljevo      | Inon Požarevac   |
| 2008–09  | Sloga Kraljevo      | Radnički Klupci     | Sloboda Užice    |
| 2009–10  | Šumadija Radnički   | Mačva Šabac         | Sloboda Užice    |
| 2010–11  | Sloga Kraljevo      | Sloga Bajina Bašta  | Partizan B.B.    |
| 2011–12  | Jedinstvo Putevi    | Rudar Kostolac      | Mačva Šabac      |
| 2012–13  | Sloga Petrovac      | Mladi Radnik        | Mačva Šabac      |
| 2013–14  | Mačva Šabac         | Polet Ljubić        | Loznica          |
| 2014–15  | Loznica             | Železničar Lajkovac | Budućnost Krušik |
| 2015–16  | Mačva Šabac         | Budućnost Krušik    | Smederevo        |
| 2016–17  | Radnički Kragujevac | Budućnost Krušik    | Sloga Požega     |
| 2017–18  | Zlatibor Čajetina   | Sloga Požega        | Smederevo        |
| 2018–19  | Smederevo           | Sloga Požega        | Jedinstvo Ub     |
| 2019–20  |                     |                     |                  |

### Titoli vinti
| Titoli | Squadre                                                                                        |
| ------ | ---------------------------------------------------------------------------------------------- |
| 3      | Radnički Kragujevac                                                                            |
| 2      | Mladost Lučani, Sloga Kraljevo, Mačva Šabac                                                    |
| 1      | Metalac, Mladi Radnik, Jedinstvo Putevi, Sloga Petrovac, Loznica, Smederevo, Zlatibor Čajetina |

## Coppa
La Kup FSR Zapadna Srbija viene disputata dalle compagini dalla terza divisione in giù. La vincitrice accede al turno preliminare della Kup Srbije.
| Stagione | Vincitrice         |
| -------- | ------------------ |
| 2005–06  | Jedinstvo Putevi   |
| 2006–07  | Sloga Kraljevo     |
| 2007–08  | Sloga Kraljevo     |
| 2008–09  | Lokomotiva Lapovo  |
| 2009–10  | Sloga Petrovac     |
| 2010–11  | Mačva Šabac        |
| 2011–12  | Jedinstvo Putevi   |
| 2012–13  | Partizan B.B.      |
| 2013–14  | Semendrija         |
| 2014–15  | Loznica            |
| 2015–16  | Polet Ljubić       |
| 2016–17  | Zlatibor Čajetina  |
| 2017–18  | LFK Mladost Lučani |
| 2018–19  | Vodojaža Grošnica  |
| 2019–20  |                    |